# Pod Cvilínem
Pod Cvilínem (německy Troppauer Vorstadt) je část města Krnov v okrese Bruntál. Nachází se na jihovýchodě Krnova. Prochází zde silnice I/57. V roce 2009 zde bylo evidováno 1067 adres.
Pod Cvilínem leží v katastrálním území Opavské Předměstí o rozloze 17,02 km2.
Místní část zahrnuje části města na pravém břehu řeky Opavy: Opavské Předměstí, Sídliště Pod Cvilínem, průmyslová zóna Vrbina, Mariánské Pole, Petrův Důl, Cvilín, Papírový Mlýn, Červený Dvůr, Guntramovice.